# Кобларји
Кобларји (словен. Koblarji) је насељено место у општини Кочевје, регија Југоисточна Словенија, Словенија.

## Историја
До територијалне реорганизације у Словенији били су у саставу старе општине Кочевје.

## Становништво
У попису становништва из 2011. године, Кобларји су имали 292 становника.
| Број становника према пописима | Број становника према пописима | Број становника према пописима |
| ------------------------------ | ------------------------------ | ------------------------------ |
| 1991                           | 2002                           | 2011                           |
| 270                            | 257                            | 292                            |